# Louise Sloth
Louise Sloth (født 3. august 1977 i Kolding) er en dansk journalist.
Louise Sloth er uddannet cand.mag. i engelsk og film- og tv-videnskab fra Aarhus Universitet og blev, mens hun færdiggjorde sit speciale, ansat i DR som vært og tilrettelægger på antikprogrammet Hvad er det værd? på DR1. 
Louise Sloth har tilrettelagt en lang række dokumentarprogrammer til både DR1 og DR2 som bl.a.:
- Min ødelagte hjerne (serie om fem familiers kamp efter pludseligt opståede hjerneskader) [3]
- Sådan blev jeg Lars Larsen (portræt af JYSK-grundlægger Lars Larsen)[4]
- Svinkløv badehotel – genopbygningen (om genopbygningen af det ikoniske, nedbrændte badehotel)[5]
- Morten Messerschmidt: tilbage til Frederikssund (portræt af mennesket bag politikeren)[6]
- Jorden rundt med Svend på 80 (dokumentar om en 80-årig enkemand, der backpacker jorden rundt for at komme sig over tabet af sin hustru).[7]

Derudover har Louise Sloth været redaktør, redaktionsleder, tilrettelægger, vært og speaker på DR1-serier som Den store bagedyst, Skattejægerne, Rigtige Mænd, Gæsten og Hesten, Kender du typen?, Maddysten, Guld på godset og AntikQuizzen.
Louise Sloth er forfatter til Bogen om Den store bagedyst